# 蘭香レア
蘭香 レア（らんか レア、1977年11月30日 - ）は、日本の女優で、元宝塚歌劇団雪組男役である。和歌山県和歌山市出身。身長168cm、血液型O型。愛称は「レア」「まや」。
趣味は散歩、ドライブ、柔軟。特技はクラシックバレエ、殺陣、日本舞踊。

## 略歴
- 幼いころからバレエを習っていた。和歌山信愛女子短期大学附属中学校出身。
- 1993年、宝塚音楽学校に入学。
同期にふづき美世、舞風りら、大和悠河、真飛聖、花瀬みずかなどがいる。
- 1995年3月、81期生として宝塚歌劇団に入団。入団時の成績は41人中17番[1]。同年4月、『国境のない地図』で初舞台。自身と同期である舞風・花純風香の3人が菩提樹の精を初舞台公演で演じた。同年5月1日[1]に花組に配属。
- 1998年、雪組に組替え。翌年1月の日本青年館公演・『心中・恋の大和路』に出演[2]。以降ダンスの得意な男役として活躍した。
- 2000年10月、『凱旋門』で新人公演初主演（ラヴィック役、本役：轟悠）。
- 2001年2月、『猛き黄金の国』で沖田総司を演じる。将来を嘱望されていたが同年6月24日[1]、東京宝塚劇場公演千秋楽で退団。
- 退団後は芸名を三咲 レア（みさき レア）と改めて、舞台女優として活躍。当初芸能事務所には所属せず、フリーランスで活動していた。『地球ゴージャス クラウディア』『寺山修司作・青ひげ公の城』などに出演。また『ほんとにあった怖い話』（テレビドラマ）、『ベルサイユのばら－忘れ得ぬ人・オスカル－』のドラマCD等、舞台以外での活躍もある。
- 2006年、アミューズへの移籍と同時に芸名を宝塚時代の「蘭香レア」に戻す。
- 2007年、シルビア・グラブ、林希、岡千絵のユニット「gravity」に岡と入れ替わる形で加入。定期的にライブを行う。
- 2009年12月に自身のブログにて、一般男性との入籍と妊娠を発表。これにより翌年2月に出演予定だった舞台「ウノ!ドス!トレス!」（企画：小倉久寛）を降板することになった。
- 2010年7月19日、午後3時56分に第1子となる長女を出産。体重は2850gで母子共に健康。当面の間は育児に専念するが、時期を見て女優業に復帰する予定[3]。
- 2011年3月31日付けをもって、アミューズとのマネジメント契約を終了。

## 出演

### テレビドラマ
- 愛と青春の宝塚（2002年、フジテレビ） - 鏡京子役
- ほんとにあった怖い話（2004年2月7日、フジテレビ） - 川越頼子役
- ラスト・フレンズ（2008年、フジテレビ） - 三田小百合役
- 金曜プレステージ・クッキングパパ（2008年8月、フジテレビ）
- エゴイスト 〜egoist〜（2009年4月-5月、東海テレビ・フジテレビ） - 近松寿美子役
- ザ・クイズショウ（2009年5月16日、日本テレビ） - 中西朋美役

### その他のTV
- きよしとこの夜（2007年2月27日、NHK）、（松坂慶子・愛の水中花）
  - バックダンサー（風花舞・蘭香レア）
- 第58回NHK紅白歌合戦（2007年12月31日、NHK）（布施明・君は薔薇より美しい）
  - バックダンサー（伊央里直加・貴城けい・初風緑・風花舞・星奈優里・蘭香レア）

### 映画
- 舞妓Haaaan!!!（2007年）
- キラー・ヴァージンロード（2009年）

### ウェブテレビ
- 減量ボクサー（2009年11月 - 2010年1月、BeeTV） - 静香ママ 役

### 舞台
- 「Down」（2001年）
- 「Borderless〜ボーダーレス〜」（2002年2月）
- つんく♂プロデュース「新演歌の花道」 （2002年）
- 「BINGO」 （2002年2月）
- 「BRYANT PARK MOVEMENT」 （2003年）
- 寺山修司没後20年記念公演　魔術音楽劇「青ひげの公の城」 （2003年）
- 「Borderless2〜ボーダーレス〜」 （2003年）
- 「Borderless3〜ボーダーレス〜」 （2004年）
- 「HEART of GOLD」 （2004年）
- 「CLUB.7」 （2004年）
- 企画ユニット地球ゴージャスプロデュース公演vol.7「クラウディア」 （2004年）
- 「ピーターパン」 （タイガーリリー役、2005年7月21日-31日）
- 「夏の夜のロミオとジュリエット」（2005年8月24日-27日）
- 企画ユニット地球ゴージャスプロデュース公演vol.8「HUMANITY」 （2006年5月8日-6月30日）
- セブンイレブンファンタジースペシャル　ブロードウェイミュージカル「ピーターパン」 （タイガーリリー役2006年7月22日-8月27日）
- 「CLUB SEVEN SP」品川ステラボール （2007年1月17日-1月21日）
- クラブセブン「セレクション・ライブ」ル・テアトル銀座（2007年8月24日-26日）
- ウォーキングスタッフプロデュース「STONES」ヒロイン　THEATER TOPS （2007年9月）
- ミュージカル「THE TAP GUY」 博品館劇場（2007年10月15日-28日）
- 東京セレソンデラックス公演「歌姫」新宿シアターサンモール （2007年07月11日-8月5日）
- 「Gravity Live　Vol.2」原宿アストロホール（2007年11月10日）
- Act Against AIDS 2007「15年かヨ!全員集合」日本武道館 （2007年12月1日）
- 小倉久寛　初ひとり立ち公演　ペーパーエキセントリックシアター「踊る！職業不安定所」 （2008年4月30日〜5月）
- FANTASIC　MUSICAL「夏の夜のロミオとジュリエット」 （2008年7月31日-8月6日）
- 「作者をせかす六人の主人公たち」 （2009年2月11日-15日）
- 「江戸の青空 ～Keep On Shackin'～」（2009年5月24日-6月29日）
- TEAM NACS 戸次重幸ソロ公演「ライトフライト〜帰りたい奴ら〜」

### ドラマCD
- ベルサイユのばら ドラマCD Vol.1 -忘れ得ぬ人・オスカル-（2003年、GOHAN RECORDS） - オスカル 役